# 崎山村 (石川県)
崎山村（さきやまむら）は、石川県鹿島郡に存在した村。

## 地理
- 現在の七尾市の東部で、崎山半島の先端部に位置する。
- 海岸沿いは漁業、山間地域は農業、林業が主要産業であり、岡ではゴボウ、ダイコン、崎山煙草と言われたタバコが産出され、特産だった。
- 河川：崎山川

## 歴史
- 1889年（明治22年）4月1日 - 町村制の施行により、鹿島郡上湯川村、岡村、三室村及び鵜浦村を廃し、その区域をもって鹿島郡崎山村を設置する。
- 1907年（明治40年）頃 – 西隣との東湊村と合併協議が行われ、新村の名称も「長浜村」に決定していたが、合併は頓挫[1]。
- 1954年（昭和29年）3月31日 - 鹿島郡北大呑村、南大呑村、崎山村及び高階村を廃し、その区域を七尾市に編入する。4大字は七尾市の町に継承。このうち、旧崎山村字上湯川の区域は湯川町に設定する。

## 交通
- 石川県道246号庵鵜浦大田新線（現在の道路）

## 教育
- 崎山村立崎山中学校
- 崎山村立三室小学校
- 崎山村立鵜浦小学校
- 崎山村立上湯川小学校